# GRAND MASTER
GRAND MASTER（グランド・マスター）は、日本の音楽レーベル。新世代の台頭により活性したシーンのレベルを上げる事を目的に、Zeebra（横井英之）によって発足された。

## 所属アーティスト
- Zeebra
- EGO
- 2WIN
  - T-Pablow
  - YZERR
- SHOW GUN
- PIT-GOb

### 過去の所属アーティスト
- OZROSAURUS
- Novel Core

## 作品

### コンピレーション・アルバム
- 『GRAND MASTER VOL.1』（2015年8月5日）
- 『フリースタイルダンジョン ORIGINAL SOUNDTRACK（2016年5月18日）
- 『フリースタイルダンジョン ORIGINAL SOUNDTRACK VOL.2』（2017年1月24日）

### 配信
- 「MONSTER VISION」(2017年6月7日)